# 巴鲁拉乌帕齐拉
巴鲁拉乌帕齐拉 ，是孟加拉国吉大港专区库米拉县的乌帕齐拉。
根据1999年孟加拉国人口普查，当地人口为310,778人。